# بلال عزيز أوزر
بلال عزيز أوزر (بالتركية: Bilal Aziz)‏ هو لاعب كرة قدم تركي في مركز الدفاع، ولد في 1 يوليو 1985 في بيروت في لبنان. لعب مع شالكه 04 ب وعثمانلي سبور وقونيا سبور وقيصري إيرسيسبور وكايسري سبور ونادي أوسنابروك.

## وصلات خارجية
- بلال عزيز أوزر على موقع اتحاد تركيا (لاعب) (الإنجليزية)
- بلال عزيز أوزر على موقع إي إس بي إن إف سي (الإنجليزية)
- بلال عزيز أوزر على موقع بيانات كرة القدم. دي إي (الألمانية)
- بلال عزيز أوزر على موقع Soccerway.com (الإنجليزية)
- بلال عزيز أوزر على موقع عالم كرة القدم.نت (الإنجليزية)